# Ирвин, Джон Никол
Джон Ни́кол И́рвин (англ. John Nichol Irwin; 25 декабря 1844, округ Батлер, Огайо — 22 декабря 1905, Хот-Спрингс, Арканзас) — 9-й губернатор территории Айдахо с марта по декабрь 1883 года, губернатор территории Аризона с 1890 по 1892 годы и посол США в Португалии с 1899 по 1901 годы.

## Биография
Джон Никол Ирвин родился 25 декабря 1844 года в округе Батлер штата Огайо в семье Стивена и Элизабет Марты Ирвин. В 1856 году семья переехала в город Киокак в штате Айова, там Джон закончил получение среднего образования. Он поступил в Университет Майами в Огайо. Его учёба была прервана разразившейся Гражданской войной. Ирвин записался в 45-й добровольческий полк Айовы и к концу войны дослужился до сержанта. Он продолжил обучение и в 1867 году окончил Дартмутский колледж. Во время обучения Ирвин вступил в студенческое братство Дельта-Каппа-Эпсилон. Ирвин вернулся в Киокак, где изучал право в компании «Миллер и Рэнкин». Некоторое время он также обучался на юридическом факультете Мичиганского университета. 6 июня 1871 года он женился на Мэри Лав Рэнкин, дочери владельца фирмы. Она родила Ирвину троих детей: Элис, Элизабет и Джона.
Помимо обучения, Ирвин тратил немало времени на семейный текстильный бизнес. Он также стал одним из основателей строительной компании в Киокаке. Ирвин пять раз становился мэром Киокака и дважды занимал пост в Палате представителей Айовы.

### Губернаторство на территории Айдахо
5 марта 1883 года президент Артур наделил Ирвина полномочиями губернатора территории Айдахо. В августе того же года стало известно, что у Ирвина стало прогрессировать заболевание глаз. Уже 20 декабря 1883 года он был вынужден подать в отставку. За более чем 9 месяцев нахождения в должности губернатора Ирвин пробыл непосредственно в Айдахо менее месяца.
Примечательно, что Ирвин вернул большую часть полученного им оклада, аргументируя это тем, что деньги им не заслужены. Этот поступок получил широкое освещение в прессе тех дней. Средства ушли на покрытие государственного долга.

### Губернаторство на территории Аризона
После отставки губернатора территории Аризона Льюиса Уолфли 20 августа 1890 года президент Гаррисон не мог найти ему замену более месяца, пока сенатор Уильям Эллисон не порекомендовал президенту рассмотреть кандидатуру Джона Ирвина. Уже 4 октября 1890 года Ирвин был назначен губернатором. Ирвин смог вступить в должность только в январе следующего года, поскольку осенью у его сына Джона была обнаружена скарлатина. Он принял присягу 21 января 1891 года. Одним из первых распоряжений Ирвина было урезание программы капиталовложений. Он также добился введения налоговых льгот на 20 лет для новых железнодорожных линий. Во время губернаторства Ирвина был созван конституционный конвент Аризоны. В 1891 году конституция была составлена и одобрена выборщиками Аризоны, но забракована Конгрессом США из-за поддержки в ней свободной чеканки серебра, заявленного управления реками и каналами на уровне штата и субсидирования местных железных дорог.
К июню 1891 года облигации территории начали продаваться ниже номинала, и Ирвин поехал в Нью-Йорк, чтобы договориться с местными финансистами о рефинансировании долга Аризоны. После поездки Ирвин вернулся в Киокак, где продолжил заниматься вопросами, касающимися долга территории. В ноябре 1891 года он вернулся в Аризону, но уже весной 1892 года в связи со смертью матери вновь приехал в Киокак и 18 апреля подал в отставку, чтобы заняться семейным бизнесом.

## Последние годы
Ирвин проживал в Киокаке до 1899 года, когда он был назначен послом США в Португалии. В июне 1901 года срок его полномочий подошёл к концу.
22 декабря 1905 года в городе Хот-Спрингс штата Арканзас Джон Ирвин скончался. Он похоронен в Киокаке.